# Patrick Leugueun
Patrick Leugueun est un footballeur franco-camerounais né le 25 février 1981 à Yaoundé (Cameroun).

## Biographie
Formé aux Girondins de Bordeaux, il découvre la Ligue 1 le 6 avril 2002 face au SC Bastia en entrant en jeu à la 87e minute à la place de Christophe Sanchez (victoire 2-1). Barré par David Sommeil, Kodjo Afanou et Marco Caneira, il quitte le club pour de rejoindre le FC Istres en 2003. En 2006 il rejoint la Bretagne et l'EA Guingamp avec lequel il jouera deux saisons avant de rejoindre le Vannes OC promu en Ligue 2 en 2008 avec lequel il sera finaliste de la Coupe de la Ligue dès la première saison. Il reste trois saisons au sein du club morbihannais avant de découvrir Chypre et l'AEL Limassol. Il se blesse gravement en février 2012 et ne rejouera plus pour le club malgré son contrat courant jusqu'en mai 2013. Son passage au sein du club chypriote lui aura permis d'être champion de Chypre et finaliste de la Coupe en 2012. Durant l'été 2013, il rejoint le Stade bordelais, évoluant en CFA.
Au cours de sa carrière, il dispute 14 matches (0 but) en Ligue 1.

## Carrière
- 2001-2003 :  Girondins de Bordeaux (2 matchs en L1)
- 2003-2006 :  FC Istres (41 matchs en L2, 12 matchs en L1)
- 2006-2008 :  EA Guingamp (27 matchs en L2)
- 2008-2011 :  Vannes OC (63 matchs en L2)
- 2011-2013 :  AEL Limassol
- 2013-2016 :  Stade Bordelais[1]

## Palmarès
- Finaliste de la Coupe de la Ligue en 2009 avec le Vannes OC.
- Champion de Chypre en 2012 avec l'AEL Limassol.